# Buffalo (Virgínia Ocidental)
Buffalo é uma cidade  localizada no estado norte-americano de Virgínia Ocidental, no Condado de Putnam.

## Demografia
Segundo o censo norte-americano de 2000, a sua população era de 1171 habitantes. 
Em 2006, foi estimada uma população de 1208, um aumento de 37 (3.2%).

## Geografia
De acordo com o United States Census Bureau tem uma área de 
4,3 km², dos quais 3,7 km² cobertos por terra e 0,6 km² cobertos por água.

## Localidades na vizinhança
O diagrama seguinte representa as localidades num raio de 20 km ao redor de Buffalo. 